# Togba Zogbélémou
Pour les articles homonymes, voir Zogbélémou.
Togba Zogbélémou est un député et homme politique guinéen. Député de la liste national du partie au pouvoir mars 2020 au 5 septembre 2021.

## Parcours Politique
Député de la liste national du partie au pouvoir RPG Arc-en-ciel, il est élu lors des législatives de 2013 puis en 2020dans la 8eme et 9eme législative de la république de Guinée sous la présidence Alpha Condé.